# Eleccions al Parlament Europeu de 1987 (Portugal)
Les eleccions al Parlament Europeu de 1987 a Portugal van ser les eleccions celebrades el 19 de juliol de 1987, de forma simultània a les eleccions legislatives portugueses de 1987, per escollir els 24 eurodiputats que representarien Portugal al Parlament Europeu en substitució dels designats l'1 de gener de 1986, data de l'entrada oficial a la Comunitat Econòmica Europea.
Segons els termes de l'acta d'Adhesió d'Espanya a la Comunitat Europea, les eleccions havien de realitzar-se en un termini de dos anys des de l'entrada, i els eurodiputats escollits a les eleccions ocuparien el seu càrrec únicament el temps restant de la II legislatura del Parlament Europeu, que finalitzaria el 24 de juliol de 1989.

## Sistema electoral
El mètode de votació utilitzat per a l'elecció dels eurodiputats és per representació proporcional fent servir el mètode D'Hondt, que se sap que beneficia els partits líders. A les eleccions europees de 1987, Portugal tenia 24 escons per omplir i van ser elegits en una circumscripció única, corresponent a tot el territori nacional.

## Resultats
El Partit Socialdemòcrata, que formava part de la Federació Europea de Partits Liberals, Democràtics i Reformistes, va aconseguir la victòria amb 2,1 milions de vots i el 37,45% dels vots enfront dels quasi 1,3 milions i 22,48% de vots del Partit Socialista, que formava part de la Confederació dels Partits Socialistes de la Comunitat Europea. El tercer partit va ser el Centre Democràtic Social, membre del Partit Popular Europeu, amb 868.718 vots, mentre que el quart va ser la unió entre el Partit Comunista Portuguès i el Partit Ecologista-Els Verds, a la Coalició Democràtica Unitària, amb 648.700 vots.
| Candidatura                                    | Facció europea        | Sufragis  | Sufragis | Escons | Escons   |
| Candidatura                                    | Facció europea        | Vots      | %        | Dip.   | Dif.     |
| ---------------------------------------------- | --------------------- | --------- | -------- | ------ | -------- |
| Partit Socialdemòcrata (PSD)                   | LDRE                  | 2.111.828 | 37,45%   | 10     | ▲1       |
| Partit Socialista (PS)                         | UPSCE                 | 1.267.672 | 22,48%   | 6      | Es manté |
| Centre Democràtic Social (CDS)                 | PPE                   | 868.718   | 15,40%   | 4      | ▲2       |
| Coalició Democràtica Unitària                  |                       | 648.700   | 11,50%   | 3      | Es manté |
| Partit Renovador Democràtic (PRD)              |                       | 250.158   | 4,44%    | 1      | ▼3       |
| Partit Popular Monàrquic (PPM)                 |                       | 155.990   | 2,77%    |        |          |
| Unió Democràtica Popular (UDM)                 |                       | 52.835    | 0,94%    |        |          |
| Partit de la Democràcia Cristiana (PDC)        |                       | 40.812    | 0,72%    |        |          |
| Partit Socialista Revolucionari (PSR)          |                       | 29.009    | 0,51%    |        |          |
| Moviment Democràtic Portuguès (MDP)            |                       | 27.678    | 0,49%    |        |          |
| Partit Comunista (reconstruït)                 |                       | 24.060    | 0,43%    |        |          |
| Partit Comunista dels Treballadors Portuguesos |                       | 19.475    | 0,35%    |        |          |
| Vots a candidatures                            | Vots a candidatures   | 5.496.935 | 97,47%   | 24     |          |
| Vots nuls o no vàlids                          | Vots nuls o no vàlids | 142.715   | 2,53%    | SG MAI | SG MAI   |
| Vots emesos                                    | Vots emesos           | 5.639.650 | 72,42%   | SG MAI | SG MAI   |
| Cens total                                     | Cens total            | 7.787.603 |          | SG MAI | SG MAI   |

La comparativa de resultats es amb eurodiputats assignats l'1 de gener de 1986.